# Karl Dyroff
Karl Dyroff (né le 25 février 1862 à Aschaffenbourg, mort le 12 novembre 1938 à Munich) est un orientaliste allemand.

## Biographie
Dyroff est un frère d'Anton Dyroff et d'Adolf Dyroff.
Après son baccalauréat au Kronberg-Gymnasium d'Aschaffenbourg, il étudie à partir de 1880 la philologie classique à l'université Ludwig-Maximilian. La même année, il est reçu au Corps Suevia de Munich, puis il passe à l'université Julius-Maximilian de Wurtzbourg et à l'université Friedrich-Wilhelm de Berlin. Après avoir réussi l'examen principal de philologie ancienne en 1884, il est engagé comme assistant au Nouveau Lycée de Wurtzbourg, puis au Lycée Luitpold de Munich. En tant que volontaire d'un an, il sert dans un bataillon de chasseurs d'Aschaffenbourg.
Après avoir réussi l'examen spécial en 1890, il est engagé comme professeur d'études, d'abord au vieux lycée de Wurtzbourg, puis aux lycées Luitpold et Theresien de Munich. Parallèlement à son service scolaire, il étudie les langues orientales. Avec l'arabe comme matière principale, il obtient le titre de docteur en philosophie à la faculté de philosophie de la LMU à la Pentecôte 1892. En février 1898, il obtient son habilitation en égyptologie et langues sémitiques. Professeur associé, il est employé à partir de janvier 1898 à l'Antiquarium (Munich) comme conservateur, puis comme conservateur principal.
En septembre 1914, à l'âge de 52 ans, il s'engage comme volontaire de guerre dans le Landsturm mobile. Capitaine en Noël 1914, il combat dans les Vosges et dans la Meuse jusqu'en novembre 1918. Il est décoré de la Croix de fer de 1re classe.
Retraité depuis décembre 1924, il décède des suites d'une grave maladie. Il est enterré dans la tombe familiale à Großkarolinenfeld.

## Publications
- Probleme der Gotteserkenntnis, Aschendorff, Münster i. W. 1928.
- avec Franz Boll et Jafar Ben Muhammad Al-balkh, Sphaera – Neue griechische Texte und Untersuchungen zur Geschichte der Sternbilder,  (ISBN 1142589749).